# Krzewica (powiat bialski)
Krzewica – wieś w Polsce położona w województwie lubelskim, w powiecie bialskim, w gminie Międzyrzec Podlaski.
Wieś była własnością starosty guzowskiego i nowomiejskiego Stanisława Opalińskiego, leżała w województwie podlaskim w 1673 roku. W latach 1954–1961 wieś należała i była siedzibą władz gromady Krzewica, po jej zniesieniu w gromadzie Tłuściec. W latach 1975–1998 miejscowość należała administracyjnie do województwa bialskopodlaskiego.
Wieś jest sołectwem w gminie Międzyrzec Podlaski. Według Narodowego Spisu Powszechnego z roku 2011 wieś liczyła 353 mieszkańców.
We wsi znajduje się Publiczne Gimnazjum nr 2 im. Adama Mickiewicza, ma siedzibę rzymskokatolicka parafia Matki Bożej Szkaplerznej oraz jednostka Ochotniczej Straży Pożarnej w Krzewicy z remizą i salą weselną.

## Oświata w Krzewicy
We wsi istnieje jedna placówka oświatowa - Publiczne Gimnazjum nr 2 im. Adama Mickiewicza, wcześniej Szkoła Podstawowa w Krzewicy.

### Historia szkoły
Po drugiej wojnie światowej mieszkańcy Krzewicy czynem rozpoczęli odbudowę wsi. W 1946 roku rozpoczęła się budowa szkoły podstawowej, na działce o powierzchni 25 arów przekazanej przez Stanisława Oleksiuka za pieniądze zebrane od mieszkańców wsi. Szkoła funkcjonowała aż do roku 1999, kiedy to uchwałą Rady Gminy w Międzyrzecu Podlaskim w miejsce szkoły podstawowej powołano do istnienia Publiczne Gimnazjum nr 2 w Krzewicy.

## Okres II wojny światowej
W pobliżu wsi znajdowało się niemieckie lotnisko wojskowe Krzewica funkcjonujące po wojnie do roku 1952.
W okolicach lotniska w Krzewicy został zestrzelony pilot amerykańskiego samolotu myśliwskiego "Mustang" P-51 por. Frank T. Sibbet z San Francisco. Stało się to w dniu 21 czerwca 1944 r. podczas przelotu amerykańskich samolotów z jednego z lotnisk w Anglii do Połtawy na Ukrainie. 
Pilot ratował się wprawdzie skokiem ze spadochronem ale ze względu na małą wysokość spadochron nie rozwinął się. Jego grób znajduje się na cmentarzu katolickim w Międzyrzecu Podlaskim.